# O teorie matematică a comunicației

O teorie matematică a comunicației (în original A Mathematical Theory of Communication) este un articol al matematicianului Claude E. Shannon publicat în Bell System Technical Journal în anul 1948.. Ulterior, acesta a fost redenumit Teoria matematică a comunicației în carte, o modificare mică, dar semnificativă a titlului, după realizarea generalității acestei lucrări.

## Descriere

Diagrama lui Shannon pentru un sistem general de comunicație, ce prezintă procesul care produce un mesaj.

Articolul a fost lucrarea fundamentală a domeniului teoriei informației. Acesta a fost apoi publicat în anul 1949 sub forma unei cărți intitulate Teoria matematică a comunicației (ISBN: 0-252-72546-8), care a fost publicată și ca broșură în anul 1963 (ISBN: 0-252-72548-4). Cartea conține încă un articol scris de Warren Weaver, care oferă o perspectivă asupra teoriei, pentru un public mai larg. Articolul lui Shannon a stabilit elementele de la baza comunicației:
- O sursă de informație care produce un mesaj
- Un transmițător care operează asupra mesajului pentru a crea un semnal care poate fi trimis printr-un canal
- Un canal, care este mediul prin care semnalul, purtând informația ce compune mesajul, este trimis
- Un receptor, care transformă din nou semnalul în mesajul dorit a fi livrat
- O destinație, ce poate fi o persoană sau o mașină, pentru care se dorește mesajul

A mai dezvoltat și conceptele de entropie informațională și redundanță și a introdus termenul bit (pe care Shannon i l-a atribuit lui John Tukey) ca o unitate de informație.

## Legături externe
- Articolul complet, găzduit de IEEE (en.)
- (PDF) O teorie matematică a comunicației de C.E. Shannon Arhivat în 15 februarie 2019, la Wayback Machine. găzduit de Departamentul de Matematică Arhivat în 9 iunie 2018, la Wayback Machine., al Universității Harvard (en.)
- Videoclip al Khan Academy despre O teorie matematică a comunicației (en.)